# خوزه ماریا لورانت
خوزه ماریا لورانت (انگلیسی: José María Lorant; ۲۱ اوت ۱۹۵۵ – ۱۲ دسامبر ۲۰۱۴) بازیکن فوتبال اهل آرژانتین بود.
از باشگاه‌هایی که در آن بازی کرده‌است می‌توان به باشگاه فوتبال نیولز اولد بویز و باشگاه فوتبال اتلتیکو تیگره اشاره کرد.